# Basile Khoury
Basile Khoury BS (* 15. August 1900 in Borj-Safita, heute Syrien; † 22. April 1985) war der erste Erzbischof von Sidon der Melkitischen Griechisch-Katholischen Kirche im Libanon.

## Leben

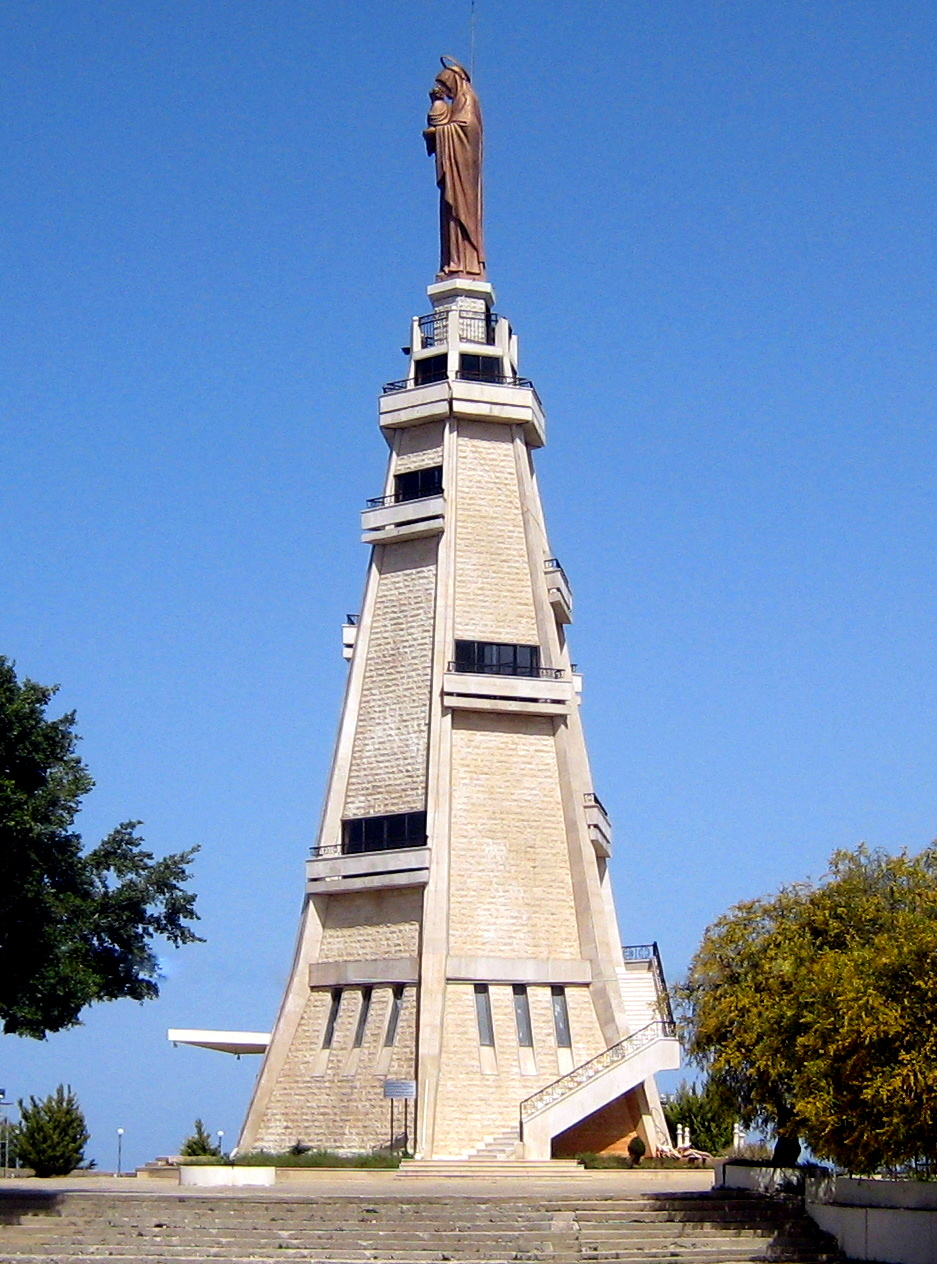
Kapelle und Statue „Unserer Lieben Frau von Mantara“ in Maghduscha

Basile Khoury empfing am 2. Mai 1928 die Priesterweihe als Ordenspriester der Melkitischen Basilianer vom heiligsten Erlöser (Ordenskürzel: BS). Zum Bischof der neu errichteten Eparchie Sidon wurde er am 15. März 1947 ernannt. Die Bischofsweihe spendete ihm am 25. März 1947 Kyrillos IX. Moghabghab, der melkitisch griechisch-katholische Patriarch von Antiochien; Mitkonsekratoren waren Cyrille Riza (Rizq), syrisch-katholischer Weihbischof in Damaskus, und Pierre Kamel Medawar SMSP, Weihbischof im Melkitischen Patriarchat von Antiochien. Zu Beginn der 1960er Jahre wurde während seiner Amtszeit und unter seiner Schirmherrschaft im libanesischen Wallfahrtsort Maghduscha eine sechseckige Kapelle errichtet, deren 28 Meter hohe Turmspitze eine Statue „Unserer Lieben Frau von Mantara“ ziert. Er war Konzilsvater während der ersten und zweiten Sitzungsperiode des Zweiten Vatikanischen Konzils (1962–1965).
Am 18. November 1964 wurde die Eparchie Sidon durch Papst Paul VI. zur Erzeparchie erhoben und Khoury zum Erzbischof von Sidon ernannt. Am 30. Juli 1965 war er Mitkonsekrator von Erzbischof Georges Haddad. Mit dem Erreichen der Altersgrenze wurde er mit 77 Jahren am 25. August 1977 unter gleichzeitiger Ernennung zum Titularerzbischof von Myra dei Greco-Melkiti emeritiert. Sein Nachfolger wurde Erzbischof Michel Hakim BS.